# Pat Martino
Pat Martino  született Patrick Carmen Azzara (Philadelphia, 1944. augusztus 25. – South Philadelphia, 2021. november 1.) amerikai dzsesszgitáros.

## Pályakép
Karrierje az 1980-ban súlyos betegsége következtében elakadt (agyi érbetegség támadta meg), emlékezőtehetségét elveszítette, még a gitározást is elfelejtette. Operációja után, gyógyulása folyamán – saját korábbi lemezeit hallgatva – a nulláról építette fel magában újra a zenészt. Ritka csoda, hogy ez lassacskán összejött neki.
Azóta újra koncertezik, lemezeket készít.

## Lemezek
- Pat Martino (1966)
- El Hombre (1967)
- Strings! (1967)
- East! (1968)
- Baiyina (The Clear Evidence) (1968)
- Desperado (1970)
- Footprints (1972)
- The Visit (1972)
- Live! (1972)
- Head & Heart: Consciousness/Live (1972)
- Essence (1973)
- Consciousness (1974)
- We'll be together again (1976)
- Starbright (1976)
- Joyous Lake (1976)
- Exit (1977)
- The Return (1987)
- The Maker (1994)
- Interchange (1994)
- Night Wings (1996)
- Cream (1997)
- All Sides Now (1997)
- Stone Blue (1998)
- Fire Dance (1998)
- Comin and Goin: Exit & the Return (1999)
- First Light (1999)
- Impressions (1999)
- Givin' Away the Store, Vol. 3 (2000)
- The Philadelphia Experiment (2001)
- Live at Yoshi's (2001)
- Think Tank (2003)
- Timeless Pat Martino (2003)
- Starbright/Joyous Lake (2006)
- Remember: A Tribute to Wes Montgomery (2006)
- Undeniable (2011)
- Alone together with Bobby Rose (2012)
- Nexus, (2015)
- Formidable (2017)

## Díjak
- 1995: Mellon Jazz Festival dedicated in honor
- 1996: Philadelphia Alliance Walk of Fame Award
- 1997: National Academy of Recording Arts & Sciences Songs from the Heart Award
- 2002: Grammy Award nominations for Best Jazz Instrumental Album, Live at Yoshi's, and Best Jazz Instrumental Solo on „All Blues”
- 2002: National Academy of Recording Arts & Sciences 2nd Annual Heroes Award
- 2003: Grammy nominations for Best Jazz Instrumental Album, Think Tank, and Best Jazz Instrumental Solo on „Africa”
- 2004: Guitar Player of the Year, DownBeat Magazine's 2004 Readers' Poll
- 2016: Pennsylvania State Senator Vincent Hughes and his wife Sheryl Lee Ralph-Hughes presented Pat Martino with the Jazz Legacy Award